# Radical 119
El radical 119, representado por el carácter Han 米, es uno de los 214 radicales del diccionario de Kangxi. En mandarín estándar es llamado 米部, (mǐ bù, «radical “arroz”»); en japonés es llamado 米部, べいぶ (beibu), y en coreano 미 (mi). 
El radical «bambú» aparece casi siempre en el lado izquierdo de los caracteres que clasifica (por ejemplo, en el carácter 粉). Sin embargo, en algunos caracteres puede aparecer en otra posición, principalmente en la parte superior o inferior (por ejemplo, en 粂 o en 粦).
Los caracteres clasificados bajo el radical 119 comúnmente tienen significados relacionados con los cereales o los alimentos. Como ejemplo de lo anterior están: 籹, «tarta»; 籽, «semilla»; 粱, «sorgo».

## Nombres populares
- Mandarín estándar: 米字旁, mǐ zì páng, «carácter “arroz” en un lado»; 米字底, mǐ zì dǐ, «carácter “arroz” en la parte inferior».
- Coreano: 쌀미부, ssal mi bu, «radical mi-arroz».
- Japonés:　米（こめ）, kome, «arroz» ; 米偏（こめへん）, komehen, «“arroz” en el lado izquierdo carácter».[1]
- En occidente: radical «arroz».

## Galería
| Estilos antiguos                                 | Estilos antiguos                  | Estilos antiguos                        | Estilos antiguos                   | Estilos antiguos                   | Estilos empleados actualmente       | Estilos empleados actualmente  | Estilos empleados actualmente    | Estilos empleados actualmente   | Estilos empleados actualmente  |
|                                                  |                                   |                                         |                                    |                                    |                                     | 米                             | 米                               |                                 |                                |
| 甲骨文 jiǎgǔwén (escritura de huesos oraculares) | 金文 jīnwén (escritura de bronce) | 简帛 jiǎnbó (escritura de bambú y seda) | 篆文 zhuànwén (escritura de sello) | 篆文 zhuànwén (escritura de sello) | 隸書 lìshū (estilo de los escribas) | 楷書 kǎishū (estilo regular)   | 楷書 kǎishū (estilo regular)     | 行書 xǐngshū (estilo corriente) | 草書 cǎoshū (estilo de hierba) |
| 甲骨文 jiǎgǔwén (escritura de huesos oraculares) | 金文 jīnwén (escritura de bronce) | 简帛 jiǎnbó (escritura de bambú y seda) | 大篆 dàzhuàn (sello grande)        | 小篆 xiǎozhuàn (sello pequeño)     | 隸書 lìshū (estilo de los escribas) | 繁體／繁体 fántǐ (tradicional) | 简体／簡體 jiǎntǐ (simplificado) | 行書 xǐngshū (estilo corriente) | 草書 cǎoshū (estilo de hierba) |

## Caracteres con el radical 119

| trazos | carácter                                        |
| ------ | ----------------------------------------------- |
| + 0    | 米                                              |
| + 2    | 籴 籵 籶                                        |
| + 3    | 籷 籸 籹 籺 类 籼 籽 籾 籿 粀 粁 粂             |
| + 4    | 粃 粄 粅 粆 粇 粈 粉 粊 粋 粌 粍 粎 粏 粐 粑    |
| + 5    | 粒 粓 粔 粕 粖 粗 粘 粙 粚 粜 粝                |
| + 6    | 粞 粟 粠 粡 粢 粣 粤 粥 粦 粧 粨 粩 粪 粫 粬 粭 |
| + 7    | 粮 粯 粰 粱 粲 粳 粴 粵                         |
| + 8    | 粶 粷 粸 粹 粺 粻 粼 粽 精 粿 糀 糁             |
| + 9    | 糂 糃 糄 糅 糆 糇 糈 糉 糊 糋 糌 糍 糎          |
| + 10   | 糏 糐 糑 糒 糓 糔 糕 糖 糗 糘                   |
| + 11   | 糙 糚 糛 糜 糝 糞 糟 糠 糡 糢 糨                |
| + 12   | 糣 糤 糥 糦 糧                                  |
| + 13   | 糩 糪 糫 糬 糭                                  |
| + 14   | 糮 糯 糰                                        |
| + 15   | 糲                                              |
| + 16   | 糱 糳 糴                                        |
| + 17   | 糵                                              |
| + 19   | 糶                                              |
| + 21   | 糷                                              |